# Национални парк Хамберхед левелс
Национални парк Хамберхед левелс покрива огромно пространство равница и нижих предела западно од Хамбер естуара у северној Енглеској. Он обухвата површину некадашњег ледничког језера Хамбер. Подручје се граничи на истоку са Јоркширском пустаром, на северу са кречњачким одроном Линколншир и на западу са јужним делом Јоркширског кречњачког гребена. На северу се спаја са брежуљкастом долином Јорка недалеко од ледничке морене Ескрик, а на југу са долином Трента.

## Ледничко језеро Хамбер
Током последњег леденог доба, глечер се проширио скоро до дела где је Донкастер данас. Главни леднички фронт је био на Ескрику, где је највеће проширење те морене. То је формирало границу широког језера које је окружено Хамбер пукотином од стране другог ледника. На дно језера су се постепено таложили седименти, који су на неким местима и до 20 m дебели. Ови седименти су прекривени тресетом које формира блато. У основи тресета постоје остаци некадашње шуме.

## Формирање
Хамберхед левелс се формирао хиљадама година. Сувљи северни део је настањен пре римске ере. Светлије земљиште је било лакше дренирати ручним алатом и интензивно је коришћено за испашу ситне стоке.
Систем лако пловних река је омогућио инвазију Англа крајем петог и почетком шестог века, а у осмом и деветом веку Викинзима да продру дубоко у унутрашњост.